# Liste der Monuments historiques in Laferté-sur-Aube
Die Liste der Monuments historiques in Laferté-sur-Aube führt die Monuments historiques in der französischen Gemeinde Laferté-sur-Aube auf.

## Liste der Immobilien
| Bezeichnung                | Beschreibung         | Standort                      | Kennzeichnung | Schutzstatus | Datum | Bild |
| -------------------------- | -------------------- | ----------------------------- | ------------- | ------------ | ----- | ---- |
| Kirche Ste-Marie-Madeleine | 1772 bis 1778 erbaut | Rue Pierre-Champagne (Lage)   | PA00079300    | Inscrit      | 1990  |      |
| Markthalle                 | 1836 erbaut          | Place Jérôme-Carcopino (Lage) | PA00079086    | Inscrit      | 1975  |      |

## Liste der Objekte
| Bezeichnung                                                                                | Beschreibung                                         | Standort                                 | Kennzeichnung | Schutzstatus | Datum | Bild |
| ------------------------------------------------------------------------------------------ | ---------------------------------------------------- | ---------------------------------------- | ------------- | ------------ | ----- | ---- |
| Bank für die Gemeindevorsteher                                                             | Holz, erste Hälfte des 18. Jahrhunderts              | in der Kirche Ste-Marie-Madeleine (Lage) | PM52000644    | Classé       | 1968  |      |
| Skulptur Madonna mit Kind                                                                  | Kalkstein, 17. Jahrhundert                           | in der Kirche Ste-Marie-Madeleine (Lage) | PM52000646    | Classé       | 1972  |      |
| Prozessionsstab Heiliger Vinzenz                                                           | Goldschmiedearbeit, um 1700                          | in der Kirche Ste-Marie-Madeleine (Lage) | PM52002009    | Inscrit      | 2013  |      |
| Skulptur einer Heiligen                                                                    | Kalkstein, 16. Jahrhundert                           | in der Kirche Ste-Marie-Madeleine (Lage) | PM52000645    | Classé       | 1972  |      |
| Drei Gemälde: Noli me tangere, Maria Magdalena zu Füßen Christi und Reuige Maria Magdalena | spätes 18. und 19. Jahrhundert                       | in der Kirche Ste-Marie-Madeleine (Lage) | PM52002012    | Inscrit      | 2013  |      |
| Hauptaltar                                                                                 | Altartisch, Altaraufbau und Tabernakel; Marmor, 1789 | in der Kirche Ste-Marie-Madeleine (Lage) | PM52001792    | Inscrit      | 1974  |      |
| Reliquienskulptur Heiliger Mauritius                                                       | Goldschmiedearbeit, 19. Jahrhundert                  | in der Kirche Ste-Marie-Madeleine (Lage) | PM52002008    | Inscrit      | 2013  |      |
| Gemälde Heilige Cäcilia                                                                    | 19. Jahrhundert                                      | in der Kirche Ste-Marie-Madeleine (Lage) | PM52002010    | Inscrit      | 2013  |      |
| Kanzel                                                                                     | Holz, Ende des 18. Jahrhunderts                      | in der Kirche Ste-Marie-Madeleine (Lage) | PM52000647    | Classé       | 1972  |      |
| Kommuniontisch                                                                             | Schmiedeeisen, 1787                                  | in der Kirche Ste-Marie-Madeleine (Lage) | PM52000648    | Classé       | 1972  |      |
| Triumphbogen                                                                               | Schmiedeeisen, 1787                                  | in der Kirche Ste-Marie-Madeleine (Lage) | PM52000649    | Classé       | 1972  |      |
| Gemälde Maria Magdalena                                                                    | mit Rahmen, 18. Jahrhundert                          | in der Kirche Ste-Marie-Madeleine (Lage) | PM52002011    | Inscrit      | 2013  |      |